# Amata circumcingulata
Amata circumcingulata là một loài bướm đêm thuộc phân họ Arctiinae, họ Erebidae.